# Могильний Михайло Павлович
Михайло Павлович Могильний (24 червня 1925, хутір Михайлівка — 11 жовтня 1944) — Герой Радянського Союзу, в роки радянсько-німецької війни командир відділення 3-ї кулеметної роти 84-го гвардійського стрілецького полку 33-й гвардійської Севастопольськоїстрілецької дивізії 2-ї гвардійської армії 1-го Прибалтійського фронту, гвардії сержант.

## Біографія
Народився 24 червня 1925 року на хуторі Михайлівка Володарського району Донецької області України в сім'ї робітника. Українець. Закінчив 7 класів.
У Червоній Армії з 1943 року. Учасник радянсько-німецької війни з 1943 року. Воював на 1-му Прибалтійському фронті. Відзначився 11 жовтня 1944 року під містом Шілуте (Литва).
На підступах до Неману противник відчайдушно чинив опір, підтягуючи все нові й нові резерви, часто переходив у контратаки. 11 жовтня 1944 року неподалік від міста Шілуте створився досить складна обстановка. Гітлерівці накопичили значні сили і готувалися завдати удару по радянському флангу, щоб поліпшити своє становище. В цей напружений момент бою гвардії сержант Могильний зі своїм розрахунком почав потайки перебиратися через озеро на вигідну позицію, яку успішно зайняв і відкрив шквальний прицільний вогонь по противнику. Фашисти прийшли в замішання, а коли зорієнтувалися, відкрили відповідний сильний мінометний і кулеметний вогонь. Потім під його прикриттям кинули до висотки до роти піхоти, сподіваючись зім'яти і перекинути в озеро радянських воїнів.
Сили тут були явно нерівні. Кулеметник отримав важке поранення. Тоді його замінив другий номер і продовжував обстріл наступаючих. Коли він загинув, за кулемет взявся піднощик патронів, однак і він був убитий. Тепер вже з нього відкрив стрілянину сам командир Могильний. Отримавши два поранення кулеметник почав бити з перебоями. Гітлерівці відчули свою перевагу, осміліли, побігли до висотки на весь зріст, але несподівано заворушився закривавлений боєць, розгорнув свою зброю і впритул зустрів наступаючих автоматників.
Коли підійшло радянське підкріплення, всі схили висотки були усіяні ворожими трупами. Тут же лежав без свідомості гвардії сержант Могильний. Товариші по зброї віддали загиблому гвардійцю заслужені військові почесті. Кулеметник геройськи загинув, до кінця виконавши свій військовий обов'язок. Похований у місті Шілуте (Литва).
Указом Президії Верховної Ради СРСР від 24 березня 1945 року за зразкове виконання бойових завдань командування на фронті боротьби з німецько-фашистськими загарбниками і проявлені при цьому мужність і героїзм, гвардії сержантові Могильному Михайлу Павловичу посмертно присвоєно звання Героя Радянського Союзу.

## Нагороди, пам'ять

Погруддя у Володарському

Нагороджений орденом Леніна, медаллю.
У місті Шілуте (Литва) встановлено обеліск з портретом Героя. Ім'я кулеметника носила піонерська дружина середньої школи в селі Республіка Володарського району Донецької області України. У смт Нікольському, на алеї перед краєзнавчим музеєм встановлено бюст Героя.